# Acobamba (provincie)
Acobamba is een van de zeven provincies in de regio Huancavelica, gelegen in Peru. De provincie heeft een oppervlakte van 911 km² en telt 78.634 inwoners (2015). De hoofdplaats van de provincie is het district Acobamba.

## Bestuurlijke indeling
De provincie Acobamba is verdeeld in acht districten, UBIGEO tussen haakjes:
- (090201) Acobamba, hoofdplaats van de provincie
- (090202) Andabamba
- (090203) Anta
- (090204) Caja
- (090205) Marcas
- (090206) Paucará
- (090207) Pomacocha
- (090208) Rosario

Acobamba · Angaraes · Castrovirreyna · Churcampa · Huancavelica · Huaytará · Tayacaja